# Тшебовнисько (гміна)
Гміна Тшебовнісько (пол. Gmina Trzebownisko) — сільська гміна у східній Польщі. Належить до Ряшівського повіту Підкарпатського воєводства.
Станом на 31 грудня 2011 у гміні проживало 20168 осіб.

## Територія
Згідно з даними за 2007 рік площа гміни становила 90.53 км², у тому числі:
- орні землі: 71.00%
- ліси: 10.00%

Таким чином, площа гміни становить 7.43% площі повіту.

## Населення
Станом на 31 грудня 2011:
| Опис     | Загалом | Загалом | Чоловіки | Чоловіки | Жінки | Жінки |
| -------- | ------- | ------- | -------- | -------- | ----- | ----- |
| одиниця  | осіб    | %       | осіб     | %        | осіб  | %     |
| все      | 20168   | 100     | 9819     | 48.69    | 10349 | 51.31 |
| міське   | 0       | 100     | 0        |          | 0     |       |
| сільське | 20168   | 100     | 9819     | 48.69    | 10349 | 51.31 |

## Солтиства
Ясінка, Лонка, Лукавець, Нова Вєсь, Стобєрна, Таєнціна, Терлічка, Тшебовніско, Вулька Подлєсна, Зачернє.

## Історія
Об'єднана сільська гміна Тшебовнісько Ряшівського повіту Львівського воєводства утворена 1 серпня 1934 р. внаслідок об'єднання дотогочасних (збережених від Австро-Угорщини) громад сіл (гмін): Ясьонка, Лонка, Лукавець, Мілоцін, Нова Вєсь, Старомєйсьцє, Стобєрна, Терлічка, Тшебовніско, Вулька под Лясем, Зачернє.

## Сусідні гміни
Гміна Тшебовнісько межує з такими гмінами: Глогув-Малопольський, Красне, Соколів-Малопольський, Чорна.